# Eutreptia
Eutreptia, secondo una classificazione filogenetica (Perty, 1852) è un genere del supergruppo Excavata appartentente alla famiglia Eutreptiaceae.

Questo genere fu descritto per la prima volta da Maximilian Perty nel 1852. ed è cosmopolita.

## Caratteristiche
Gli Eutreptia vivono principalmente in acqua marina o dolce. tutti i membri del gruppo sono fotosintetici, ed hanno due flagelli più o meno uguali.
Sono simili all'altro genere Eutreptiella, dal quale differiscono per i flagelli: quelli di Eutreptiella sono palesemente disuguali.

## Suddivisioni
Il genere Eutreptia contiene 9 specie finora riconosciute:
- E. globulifera
- E. lanowii
- E. pascheri
- E. pertyi
- E. papillifera
- E. pyrenoidifera
- E. scotica
- E. thiophila
- E. viridis